# Arnaud Bovolenta
Arnaud Bovolenta (Albertville, 6 september 1988) is een Franse freestyleskiër, gespecialiseerd op de skicross. Hij vertegenwoordigde zijn vaderland op de Olympische Winterspelen 2014 in Sotsji en op de Olympische Winterspelen 2018 in Pyeongchang.

## Carrière
Bovolenta maakte zijn wereldbekerdebuut in januari 2008 in Flaine. Op 18 december 2010 scoorde de Fransman in Innichen zijn eerste wereldbekerpunten, een dag later behaalde hij aldaar zijn eerste toptienklassering in een wereldbekerwedstrijd. Op de wereldkampioenschappen freestyleskiën 2011 in Deer Valley eindigde Bovolenta als twaalfde op de skicross. Tijdens de Olympische Winterspelen van 2014 in Sotsji veroverde de Fransman de zilveren medaille op het onderdeel skicross. Bovolenta maakte deel uit van een geheel Frans podium; Het goud ging naar Jean-Frédéric Chapuis en het brons naar Jonathan Midol.
In Kreischberg nam Bovolenta deel aan de wereldkampioenschappen freestyleskiën 2015. Op dit toernooi eindigde hij als tiende op het onderdeel skicross. In december 2016 stond de Fransman in Innichen voor de eerste maal in zijn carrière op het podium van een wereldbekerwedstrijd. Op 25 februari 2017 boekte hij in Sunny Valley zijn eerste wereldbekerzege. Tijdens de Olympische Winterspelen van 2018 in Pyeongchang eindigde Bovolenta als zesde op de skicross.

## Resultaten

### Olympische Spelen
| Jaar | Plaats      | Resultaten  |
| ---- | ----------- | ----------- |
| 2014 | Sotsji      | Skicross    |
| 2018 | Pyeongchang | 6e Skicross |

### Wereldkampioenschappen
| Jaar | Plaats      | Resultaten   |
| ---- | ----------- | ------------ |
| 2011 | Deer Valley | 12e Skicross |
| 2015 | Kreischberg | 10e Skicross |

### Wereldbeker
Eindklasseringen
| Seizoen   | Algm | SX  |
| --------- | ---- | --- |
| 2010/2011 | 59e  | 17e |
| 2011/2012 | 74e  | 21e |
| 2012/2013 | 97e  | 22e |
| 2013/2014 | 90e  | 18e |
| 2014/2015 | 47e  | 14e |
| 2015/2016 | 94e  | 24e |
| 2016/2017 | 54e  | 11e |
| 2017/2018 | 90e  | 19e |
| 2018/2019 | 140e | 31e |
| 2019/2020 | 111e | 21e |

Wereldbekerzeges
| Datum            | Plaats       | Onderdeel |
| ---------------- | ------------ | --------- |
| 25 februari 2017 | Sunny Valley | Skicross  |